# Liberty Center
Liberty Center és una població dels Estats Units a l'estat d'Ohio. Segons el cens del 2000 tenia 1.109 habitants.

## Demografia
Segons el cens del 2000, Liberty Center tenia 1.109 habitants, 424 habitatges, i 306 famílies. La densitat de població era de 407,8 habitants per km².
Dels 424 habitatges en un 35,6% hi vivien nens de menys de 18 anys, en un 59,2% hi vivien parelles casades, en un 9% dones solteres, i en un 27,8% no eren unitats familiars. En el 23,1% dels habitatges hi vivien persones soles el 9,9% de les quals corresponia a persones de 65 anys o més que vivien soles. El nombre mitjà de persones vivint en cada habitatge era de 2,62 i el nombre mitjà de persones que vivien en cada família era de 3,1.
Per edats la població es repartia de la següent manera: un 28,3% tenia menys de 18 anys, un 8,9% entre 18 i 24, un 29,5% entre 25 i 44, un 20,7% de 45 a 60 i un 12,5% 65 anys o més.
L'edat mediana era de 34 anys. Per cada 100 dones de 18 o més anys hi havia 91,1 homes.
La renda mediana per habitatge era de 40.395 $ i la renda mediana per família de 46.302 $. Els homes tenien una renda mediana de 35.848 $ mentre que les dones 21.597 $. La renda per capita de la població era de 19.966 $. Aproximadament el 3,9% de les famílies i el 6,7% de la població estaven per davall del llindar de pobresa.

## Poblacions més properes
El següent diagrama mostra les poblacions més properes.